# 七賤
七賤（しちせん）とは、高麗・李氏朝鮮時代の身分制度における賤民階級。商人・船夫・獄卒・逓夫・僧侶・白丁・巫女を指した。

## 七賤
七賤は、以下の通り。
- 商人
- 船夫
- 獄卒
- 逓夫
- 僧侶
- 白丁
- 巫女（ムーダン）

## 七賤と奴婢
七賤は賤民であるが、主人の財産(奴隷)として隷属する奴婢ではなかった。
奴婢はさらに公賤と私賤があった。奴婢は売買・略奪の対象であるだけでなく、借金の担保であり、贈り物としても譲与され、主人の財産として自由に売買（人身売買)された。従母法では、奴婢の子は奴婢であり、したがって一度奴婢に落ちたら、代々その身分から離脱できなかった。

## 七般公賤
李氏朝鮮末期には以下を七般公賤と呼んだ。
- 妓生(官妓・官卑[3])
- 内人（宮女。女官、医女）
- 官奴婢
- 吏族(胥吏)
- 駅卒
- 牢令（獄卒）
- 有罪の逃亡者

## 八般私賤
八般私賤とは、
- 巫女
- 革履物の職人
- 使令（宮中音楽の演奏家）
- 僧侶
- 才人（芸人）
- 社堂（旅をしながら歌や踊りで生計をたてるグループ、男寺党）
- 挙史（女連れで歌・踊り・芸をする人）
- 白丁

の8つである。